# 新闻报 (奥地利)

《新闻报》（德語：Die Presse，德語發音：[diː ˈpʁɛsə]）是位于奥地利维也纳的德语报纸，被认为是奥地利的档案记录报之一。

## 历史
1848年革命时期，企业家August Zang创立该报，于1848年7月3日首次印刷，主基调是资产阶级自由主义。
长期以来，《新闻报》一直在为财务生存而苦苦挣扎，直到1960年代，奥地利商会成为其主要股东。自1999年以来，该报一直归由天主教会创立的保守自由主义媒体集团Styria Medien AG拥有。
《新闻报》的政治立场是古典自由主义，强调自由市场经济和小政府，传统上反对奥地利的大联盟及其新社团主义倾向，与其他奥地利严肃报纸形成鲜明对比，包括更保守主义的《维也纳日报》和社会自由主义的《标准报》（Der Standard）。该报强调1848年革命是其作为自由派报纸传统的开端，其口号是“自由自1848年始”（Free since 1848）。 尽管有其自由市场倾向，马克思和恩格斯在1860年代初期为该报撰写了一系列关于美国内战的文章，这些文章后来被收集到《美国内战》一书中。

## 引用
1. ↑   (PDF). EU. 31 May 2002  [5 October 2013]. （原始内容 (Report)存档于7 October 2013）. 已忽略未知参数|df= (帮助)
2. ↑  Baber, Katherine.  (PDF). Journal of Austrian-American History. 18 May 2022, 6 (1): 76  [25 October 2023]. ISSN 2475-0913. doi:10.5325/jaustamerhist.6.1.0074 .
3. ↑  . NYU Libraries.   [24 January 2015]. （原始内容存档于2015-01-28）.
4. ↑  . Russian Telecom. August 2004  [1 January 2015]. （原始内容存档于2021-05-11）.